# القنصلية البلجيكية العامة في القدس
القنصلية البلجيكية العامة في القدس هي الممثلية الدبلوماسية العُليا البلجيكية في دولة فلسطين. تأسست القنصلية في عام 1851 عندما كان لبلجيكا شبكة من القنصليات الفخرية في سوريا العثمانية في بيروت، ويافا، وطرابلس وعكا. كان ألكونت بيتزامانو أول قنصل فخري بلجيكي في القدس.

## التاريخ
تُوفي ألكونت بيتزامانو في عام 1860، ولم تقم الحكومة البلجيكية حتى عام 1908 بتعيين قنصل فخري جديد. في ذلك الحين، كان يوجد ثلاث قنصليات فخرية في فلسطين في يافا، وحيفا والقدس. خلال الحرب العالمية الثانية افتتحت القنصلية العامة في القدس في 1 مارس 1941. ومنذ ذلك الحين يديرها الدبلوماسيون.
تعدل اختصاص القنصلية العامة في القدس وفقًا لقرار تقسيم فلسطين عام 1947 باعتبار القدس منطقة دولية. بعد حرب النكبة عام 1948، صارت القنصلية العامة في القدس مسؤولة عما سُمي لاحقًا الضفة الغربية، وبعد حرب النكسة عام 1967 أُضيف إلى اختصاص القنصلية قطاع غزة.
بعد توقيع اتفاقيات أوسلو في عام 1993، عُهد إلى القنصلية مهمة جديدة هي التمثيل السياسي لبلجيكا لدى السلطة الوطنية الفلسطينية. وتكون العلاقات الدبلوماسية مع إسرائيل من اختصاص سفارة بلجيكا في تل أبيب.

## قائمة القناصل
| الترتيب | القنصل           | تاريخ الاعتماد الدبلوماسي | تاريخ الانتهاء | ملك بلجيكا | رئيس دولة فلسطين | ملاحظات                                            |
| ------- | ---------------- | ------------------------- | -------------- | ---------- | ---------------- | -------------------------------------------------- |
| 1       | ألكونت بيتزامانو | 1851                      | 1860           |            |                  |                                                    |
| 2       |                  | 1908                      |                |            |                  |                                                    |
|         | جيدو كورتوي      |                           |                |            |                  |                                                    |
|         | ليو بيترز        |                           |                |            |                  |                                                    |
|         | فان هيك كاريل    |                           |                |            |                  |                                                    |
|         | برونو يانس       |                           |                |            |                  |                                                    |
|         | دانييل هافيل     | 2017                      | 2021           |            | محمود عباس       | مُنحت وسام القدس.                                   |
|         | ولفريد بيفر      |                           | يونيو 2025     |            | محمود عباس       | مُنح وسام الرئيس محمود عباس من درجة «نجمة الصداقة». |

## وصلات خارجية
- الموقع الرسمي